# 1. Amateurliga Nordwürttemberg 1964/65
Die 1. Amateurliga Nordwürttemberg 1964/65 war die fünfte Saison der 1. Amateurliga in Nordwürttemberg. Die Meisterschaft gewannen die Amateure des VfB Stuttgart mit acht Punkten Vorsprung vor den TSF Esslingen. Für die Stuttgarter war es die dritte Meisterschaft in Folge. Da die VfB-Amateure nicht aufstiegsberechtigt waren, nahmen die TSF Esslingen an der Aufstiegsrunde zur Regionalliga Süd teil, scheiterten dort jedoch am VfR Pforzheim.
Die SpVgg Neckarsulm und Salamander Kornwestheim stiegen direkt in die 2. Amateurliga ab. Den letzten Absteiger ermittelten die punktgleichen Mannschaften des SSV Ulm und der SpVgg 07 Ludwigsburg in einem Entscheidungsspiel. Nachdem Ludwigsburg mit 4:1 gewonnen hatte, musste Ulm ebenfalls absteigen.

## Abschlusstabelle
| Pl. | Verein                     | Sp. | Tore  | Punkte |
| --- | -------------------------- | --- | ----- | ------ |
| 01. | VfB Stuttgart Amateure (M) | 30  | 91:32 | 48:12  |
| 02. | TSF Esslingen              | 30  | 63:39 | 40:20  |
| 03. | Union Böckingen            | 30  | 66:36 | 37:23  |
| 04. | FV Nürtingen (N)           | 30  | 75:44 | 34:26  |
| 05. | VfR Heilbronn              | 30  | 47:50 | 32:28  |
| 06. | TSV Crailsheim (N)         | 30  | 58:73 | 32:28  |
| 07. | VfL Sindelfingen           | 30  | 48:51 | 28:32  |
| 08. | SC Geislingen              | 30  | 47:53 | 28:32  |
| 09. | SpVgg Böblingen (N)        | 30  | 41:57 | 28:32  |
| 10. | 1. FC Eislingen            | 30  | 45:45 | 27:33  |
| 11. | VfL Heidenheim             | 30  | 41:53 | 26:34  |
| 12. | SV Germania Bietigheim     | 30  | 54:81 | 26:34  |
| 13. | SSV 1928 Ulm               | 30  | 43:54 | 25:35  |
| 14. | SpVgg Ludwigsburg          | 30  | 39:53 | 25:35  |
| 15. | SpVgg Neckarsulm           | 30  | 40:48 | 24:36  |
| 16. | Salamander Kornwestheim    | 30  | 46:75 | 20:40  |

| (M) | 1. Amateurligameister Nordwürttemberg 1963/64 |
| (N) | Aufsteiger aus den 2. Amateurligen 1963/64    |

### Entscheidungsspielen um den Abstieg
|                   | Ergebnis |              |
| ----------------- | -------- | ------------ |
| SpVgg Ludwigsburg | 4:1      | SSV 1928 Ulm |